# Hay alguien en tu casa
Hay alguien en tu casa (En inglés There Someone Inside Your House) es una película slasher estadounidense, dirigida por Patrick Brice, a partir de un guion de Henry Gayden, basada en la novela homónima de 2017 de Stephanie Perkins.

## Argumento
En el pueblo ficticio de Osborne, Nebraska , el jugador de fútbol americano de secundaria Jackson Pace despierta de una siesta y encuentra su casa cubierta de fotografías tomadas la noche en que golpeó a Caleb, un compañero gay, en medio de una neblina . Jackson es apuñalado hasta la muerte por alguien con una máscara similar a su rostro, y el asesino expone la grabación de la agresión de Caleb a toda la escuela.
Al día siguiente en la escuela, sus amigos Makani, Alex, Zach, Darby y Rodrigo dejaron que Caleb se sentara con ellos a almorzar después de que el resto de la escuela lo rechazara. La presidenta del consejo estudiantil, Katie, anunció que habría un homenaje en una iglesia. En la iglesia, mientras Katie preparaba todo, alguien comenzó a reproducir un podcast racista y homofóbico que ella misma grabó. El asesino, que llevaba una máscara con su rostro, la confrontó y la apuñaló en el confesionario mientras intentaba llamar al 911. La noche siguiente, Zach organizó una fiesta mientras su familia estaba fuera de la ciudad, donde todos debían compartir sus secretos. Los asistentes se drogaron, mientras que Rodrigo tomó fentanilo, su verdadero secreto. Rodrigo encontró un rastro de pastillas que lo llevaron a su botella antes de que todos recibieran mensajes de texto sobre su adicción. Cuando las luces se apagan, lo que provoca que todos huyan, Rodrigo es perseguido por el asesino que lleva una máscara de su rostro, quien finalmente lo obliga a ahogarse con sus pastillas de fentanilo antes de cortarle la garganta fatalmente.
Al día siguiente, la mayoría de la escuela cree que Ollie, el exnovio de Makani, es el asesino. Ollie lleva a Makani a dar un paseo en coche y comparten un momento de paz, hasta que Makani encuentra una pistola taser en el coche de Ollie y se da cuenta de que Ollie ordenó una investigación de antecedentes, lo que la impulsa a pedir un Uber para volver a casa. Esa noche, en su casa, se despierta y encuentra la puerta abierta, sin teléfono y con la sala de estar llena de fotos de una víctima de quemaduras. El asesino, ahora con una máscara del rostro de Makani, rompe la ventana e intenta matarla, pero sus amigos llegan y la salvan, aunque el asesino escapa. En el hospital, Makani les cuenta a sus amigos su verdadero secreto: durante una novatada de sus compañeros del equipo universitario, ella y las demás víctimas fueron torturadas y obligadas a emborracharse. En estado de ebriedad, Makani empujó a una de sus amigas a una hoguera, causándole quemaduras graves. Dice que ahora está segura de que Ollie es el asesino, y la policía lo arresta.
Al día siguiente, Skipper, el padre rico de Zach, tiene un laberinto de maíz junto a la escuela. Darby le envía un mensaje a Makani diciéndole que Ollie ha sido liberado por su hermano justo cuando su coche se detiene en el estacionamiento de la escuela. Makani corre adentro para evitarlo y se topa con Caleb, quien es apuñalado por el asesino por intentar ocultar su homosexualidad. El asesino le da el cuchillo a Makani antes de que Ollie y los amigos de Makani lleguen y salven a Caleb. Makani se da cuenta entonces de que el asesino se dirige al laberinto de maíz.
En el laberinto de maíz, el asesino prende fuego al laberinto con el equipo de fútbol dentro, así que Makani y sus amigos se adentran en las llamas para ayudar a los jugadores a escapar. Darby y Alex ayudan a los jugadores a encontrar la salida, mientras Ollie y Makani intentan encontrar a Zach. Finalmente se enfrentan al asesino, ahora con la cara de Skipper, quien mata a Skipper antes de revelarse como Zach. Le explica a Makani que mató a todos porque quería exponer los secretos de todos en venganza por el acoso que sufrió tras no poder ocultar lo que él dice es su secreto: ser el hijo rico de Skipper, a quien el pueblo detestaba por ganar miles de millones vendiendo y comprando granjas. Zach entonces revela que pretende incriminar a Makani por sus crímenes, pero Ollie lo distrae, permitiendo que Makani apuñale a Zach, hiriéndolo mortalmente. Mientras Zach yace herido e indefenso, Makani reprende sus motivos y lo denuncia por culpar y matar a otros por lo que está mal cuando el verdadero problema es el propio Zach. Después de exponer su verdadero secreto de ser un psicópata asesino, Makani finalmente lo mata, diciendo que no necesita usar una máscara para mostrarle a Zach quién era realmente.
Tiempo después, Makani, Ollie y sus amigos celebran su graduación. Todos los miembros del grupo han sido admitidos en las universidades a las que querían asistir. Makani decide reencontrarse con su amiga de la fogata.

## Reparto
- Sydney Park como Makani Young
- Théodore Pellerin como Oliver "Ollie" Larsson
- Asjha Cooper como Alexandra Crisp
- Jesse LaTourette como Justine Darby
- Diego Josef como Rodrigo Doran
- Dale Whibley como Zach Sandford
- Burkely Duffield como Caleb Greeley
- Sarah Dugdale como Katie Koons
- Markian Tarasiuk como Jackson Pace
- Zane Clifford como Macon Bewley
- William Edward como Randall Brice
- Emilija Baranac como Hailey Holcomb
- Ivy Matheson como Kayla
- Kayla Heller como Olivia Grace
- Andrew Dunbar como el alguacil Chris Larsson[1]
- Tedra Rogers como Abigail
- Tally Rodin como Jasmine
- Anthony Timpano como Witt
- Brittany Hobson como Briana
- William MacDonald como Skipper Sandford
- Jade Falcon como Stacy Pritchett
- David Lewis como Sr. Pace

## Producción

### Desarrollo
En marzo de 2018, se anunció que Netflix se había asociado con 21 Laps Entertainment y Atomic Monster Productions para crear una adaptación cinematográfica basada en la novela, Hay alguien dentro de tu casa de Stephanie Perkins. En marzo de 2019, se anunció que Patrick Brice dirigirá la película a partir de un guion de Henry Gayden. En agosto de 2019, Sydney Park , Theodore Pellerin , Asjha Cooper, Dale Whibley, Jesse LaTourette, Burkely Duffield , Diego Josef y Sarah Dugdale se unieron al elenco de la película.

### Filmación
El rodaje comenzó en Vancouver , Canadá , el 22 de agosto de 2019.

## Lanzamiento
Netflix se encargó de la distribución de la película.